# Mai Quốc Liên
Mai Quốc Liên (1941 – 2024) là giáo sư, nhà văn, nhà nghiên cứu văn học, nhà Hán học Việt Nam, được tặng đồng thời Giải thưởng Nhà nước về Văn học Nghệ thuật và Giải thưởng Nhà nước về Khoa học Công nghệ vào năm 2012.

## Tiểu sử
Mai Quốc Liên sinh ngày 08 tháng 06 năm 1941, tại xã Điện Phước, huyện Điện Bàn, tỉnh Quảng Nam.
Mai Quốc Liên tốt nghiệp đại học Văn tại trường Đại học Tổng hợp Hà Nội; đại học Hán học, cao học Hán học tại Ủy ban Khoa học Xã hội Việt Nam. Từ năm 1963 đến 1975, ông công tác tại Viện Văn học, Viện Hán Nôm thuộc Viện Khoa học Xã hội Việt Nam; từ năm 1975 đến 1976, ông làm việc tại Ban Tuyên huấn Trung ương Cục miền Nam; từ năm 1976 cho tới khi nghỉ hưu (2006), ông giảng dạy và nghiên cứu tại Trường Đại học Sư phạm TP Hồ Chí Minh. Ông có bằng tiến sĩ về Văn học và có học hàm Giáo sư, chuyên nghiên cứu văn học cổ điển Việt Nam và Trung Hoa, đồng thời viết tiểu luận - phê bình văn học.
Sau khi nghỉ hưu, ông làm Giám đốc Trung tâm nghiên cứu Quốc học, Tổng biên tập Tạp chí Hồn Việt, thuộc Hội Nhà văn Việt Nam. Ông cũng từng là Ủy viên Hội đồng lý luận, phê bình văn học nghệ thuật Trung ương, Phó chủ tịch Hội đồng lý luận phê bình Hội Nhà văn Việt Nam; Ủy viên hội đồng chức danh Giáo sư ngành Văn học, từng là Ủy viên Hội đồng Giải thưởng Hồ Chí Minh của Bộ Khoa học Công nghệ (ngành Văn - Ngữ - Sử) và của Hội Nhà văn Việt Nam.
Ông là đảng viên Đảng Cộng sản Việt Nam; hội viên Hội Nhà văn Việt Nam từ năm 1981.
Ông qua đời tại Bệnh viện Thống Nhất, Thành phố Hồ Chí Minh ngày 10 tháng 3 năm 2024.

## Sự nghiệp
Trong con người của Mai Quốc Liên có nhiều khía cạnh: nhà khoa học, nhà giáo, nhà văn, nhà hoạt động văn hóa, nhà thơ, một trí thức, mà ở phương diện nào ông cũng luôn luôn làm tròn vai. Ông đã tập hợp, liên kết được nhiều trí thức, các nhà khoa học đầu ngành ở trong nước, các chuyên gia Việt kiều ở ngoài nước, để tạo sức mạnh chung.
Trong sự nghiệp nghiên cứu, ông đã xuất bản hơn 10 tác phẩm, trong đó có nhiều tác phẩm tiểu luận, nghiên cứu, phê bình có giá trị: Nhà thơ, cơn bão và những cánh hoa (phê bình, 1979); Ngô Thì Nhậm trong nền văn học Tây Sơn (Chuyên luận, 1985); Dưới gốc me vườn Nguyễn Huệ (tiểu luận, 1986); Khảo luận "Văn chiêu hồn" (1991); Trước đèn (tiểu luận, 1992); Phê bình và tranh luận văn học (1998); Tạp luận (1999); Tiểu luận và phê bình văn học (2011); Các nhà thơ cổ điển Việt Nam (2015). Ông chủ biên hoặc đồng tác giả nhiều công trình nghiên cứu - phê bình văn học, những công trình dịch và khảo cứu văn bản: Thơ văn Ngô Thì Nhậm (tuyển) (đồng tác giả, 1978); Ngô Thì Nhậm tuyển tập (đồng tác giả, 1980); Mấy vấn đề lịch sử và lý thuyết dịch từ Hán sang Việt trong “Dịch từ Hán sang Việt, một khoa học, một nghệ thuật” (đồng tác giả, 1982); Nguyen Du’s poet in classical China, The Vietnam review, (Connecticut, USA, 1996); Nguyễn Du toàn tập (chủ biên, 1998); Nguyễn Trãi toàn tập (chủ biên, 2000); Bản sắc dân tộc trong văn hóa văn nghệ (chủ biên, 2001); Cao Bá Quát toàn tập (chủ biên, 2003)... Ông có nhiều bài viết giàu lượng thông tin về sự nghiệp thơ văn của những tên tuổi lớn Chế Lan Viên, Tố Hữu, Huy Cận, Xuân Diệu, Nguyễn Tuân, Tế Hanh, Nguyễn Đình Thi, Chính Hữu... thuộc lớp trước, hoặc các bạn đồng trang lứa như Xuân Quỳnh, Nguyễn Khoa Điềm, Hữu Thỉnh, Bằng Việt... Những trang viết của ông về Nguyễn An Ninh, Trần Văn Giàu, Trần Bạch Đằng, khắc họa đúng phẩm chất, tính cách các nhà cách mạng đồng thời là những nhà hoạt động văn hóa này.
Mai Quốc Liên là nhà giáo dục xuất sắc. Nhiều năm ông đứng lớp trên giảng đường đại học và từng đảm nhiệm chức vụ Trưởng phòng Khoa học của Trường Đại học Sư phạm Thành phố Hồ Chí Minh. Ông tham gia hướng dẫn đào tạo nhiều sinh viên, thạc sĩ, tiến sĩ.
Trong mảng lý luận phê bình đương đại, ông từng được xem là cây bút phê bình nổi trội từ khi còn khá trẻ. Về sau, dù đảm nhiệm cương vị và chức trách quản lý, nhưng ông vẫn theo sát và nắm bắt tình hình văn nghệ, có ý kiến và bài viết kịp thời về các hiện tượng văn học, tác phẩm tác giả nổi bật vừa xuất hiện.
Năm 2003, ông cũng đã xuất bản tập thơ Vị mặn của biển cả.
| “                                                    | Những công trình nghiên cứu của ông để lại những giá trị to lớn cho sự nghiệp nghiên cứu, giảng dạy hiện tại và tương lai. Ông là một tấm gương trong nghiên cứu và trong cách sống, ông làm việc với tinh thần vô cùng nghiêm khắc và khoa học. Giáo sư Mai Quốc Liên là người kiên định với cách nhìn của mình với những vấn đề học thuật và văn học của đất nước. Tinh thần đấu tranh cho chân lý mà ông lựa chọn và theo đuổi không bao giờ thay đổi. | ” |
| — nhà thơ Xuân Thiều – Chủ tịch Hội Nhà văn Việt Nam | |   |

Năm 2012, ông được tặng Giải thưởng Nhà nước về Văn học Nghệ thuật với cụm tác phẩm: Phê bình và tranh luận văn học; Tạp luận; và Giải thưởng Nhà nước về Khoa học Công nghệ với cụm công trình: Nhân vật lịch sử - văn hoá Ngô Thì Nhậm, bao gồm các công trình: Ngô Thì Nhậm (1746-1803) nhân vật lịch sử và nhà văn hoá kiệt xuất; Ngô Thì Nhậm trong văn học Tây Sơn. Năm 2013, ông được nhận Giải thưởng Balaban của Hội Bảo tồn Di sản chữ Nôm (The Vietnamese Nôm Preservation Foundation - Hoa Kỳ).

## Tác phẩm chính
- Nhà thơ, cơn bão và những cánh hoa (phê bình, 1979);
- Ngô Thì Nhậm trong nền văn học Tây Sơn (Chuyên luận, 1985).
- Dưới gốc me vườn Nguyễn Huệ (tiểu luận, 1986),
- Khảo luận "Văn chiêu hồn" (1991);
- Trước đèn (tiểu luận, 1992);
- Phê bình và tranh luận văn học (1998);
- Tạp luận (1999);
- Tiểu luận và phê bình văn học (2011);
- Các nhà thơ cổ điển Việt Nam (2015)

### Chủ biên, đồng tác giả
- Thơ văn Ngô Thì Nhậm (tuyển) (đồng tác giả, dịch và biên khảo, 2 tập, NXB Khoa học Xã hội, Hà Nội, 1978)
- Ngô Thì Nhậm tuyển tập (đồng tác giả, dịch, khảo cứu,1980)
- Mấy vấn đề lịch sử và lý thuyết dịch từ Hán sang Việt trong “Dịch từ Hán sang Việt, một khoa học, một nghệ thuật” (đồng tác giả, Hà Nội, 1982)
- Nguyen Du’s poet in classical China, The Vietnam review, (Connecticut, USA, 1996);
- Nguyễn Du toàn tập (dịch, khảo luận, chủ biên, NXB Văn học, 1998)
- Nguyễn Trãi toàn tập (chủ biên, 3 tập, NXB Văn học, Hà Nội, 2000)
- Bản sắc dân tộc trong văn hóa văn nghệ (chủ biên, NXB Văn học – Trung tâm nghiên cứu Quốc học, Hà Nội, 2001)
- Cao Bá Quát toàn tập (chủ biên, dịch, giới thiệu, 2003)

### Công trình, báo cáo hội thảo
- Vài khía cạnh về việc nghiên cứu văn bản học tác phẩm Ngô Thì Nhậm (Kỷ yếu Khoa học, Đại học Sư phạm Tp. Hồ Chí Minh, 1978)
- Thơ đi sứ, khúc ca của lòng yêu nước Việt Nam (Tạp chí Văn học, Hà Nội, 1979);
- Bình Ngô đại cáo nhìn về phương diện văn bản và dịch thuật (Tạp chí Văn học, Hà Nội, Số 4, 1980);
- Những vấn đề về văn hóa và phát triển của Việt Nam (Hội thảo quốc tế Việt Nam học, Hà Nội, 1998);
- Những kiến nghị về văn hóa giáo dục Việt Nam trước thềm thế kỷ XXI (Hội thảo Quốc tế Việt Nam trong thế kỷ XX tại Hà Nội, 2000)
- Thế kỷ XXI và những vấn đề của văn hóa Việt Nam (Hội thảo Quốc tế về văn hóa dân tộc. Viện Khoa học xã hội Quảng Tây, Nam Ninh, Trung Quốc, 2000)
- Những vấn đề Nho giáo tại Việt Nam (Hội thảo quốc tế Nho giáo tại Việt Nam lần thứ 3. Đại học Khoa học xã hội & NV – Tp. Hồ Chí Minh và ĐH Harvard – Hoa Kỳ tổ chức, 2001);
- Nền giáo dục Việt Nam cổ truyền và sự thừa kế tinh hoa của nó (Đề tài nghiên cứu khoa học cấp Bộ).

### Thơ
- Vị mặn của biển cả (Thơ, 2003)

Nguồn:

## Vinh danh
- Giải thưởng Nhà nước về Văn học Nghệ thuật năm 2012.
- Giải thưởng Nhà nước về Khoa học Công nghệ năm 2012.
- Giải thưởng Balaban của Hội Bảo tồn Di sản chữ Nôm (The Vietnamese Nôm Preservation Foundation - Hoa Kỳ, 2013)